# HMS Hurricane (H06)
HMS Hurricane (H06) là một tàu khu trục lớp H, nguyên được Hải quân Brazil đặt hàng cho hãng Vickers Armstrongs dưới tên Japarua vào cuối thập niên 1930, nhưng được Hải quân Hoàng gia Anh Quốc mua lại khi Chiến tranh Thế giới thứ hai nổ ra vào tháng 9 năm 1939. Nó được tạm thời phân về Hạm đội Nhà sau khi hoàn tất vào tháng 6 năm 1940 trước khi bắt đầu hộ tống vận tải và tuần tra chống tàu ngầm. Nó bị hư hại nặng do một cuộc không kích của Đức xuống Liverpool vào tháng 5 năm 1941, và việc sửa chữa chỉ hoàn tất vào đầu năm 1942. Hurricane sau đó trở thành soái hạm của Đội hộ tống B-1 thuộc Lực lượng Hộ tống Giữa đại dương, hộ tống các đoàn tàu vận tải tại Bắc Đại Tây Dương trong hai năm tiếp theo. Nó trúng phải ngư lôi phóng từ tàu ngầm U-boat Đức U-415 trong đêm Giáng Sinh 24 tháng 12 năm 1943, và phải bị đánh đắm vào ngày hôm sau vì không thể quay trở lại cảng.

## Thiết kế và chế tạo
Hurricane có trọng lượng choán nước tiêu chuẩn 1.340 tấn Anh (1.360 t), và lên đến 1.859 tấn Anh (1.889 t) khi đầy tải. Nó có chiều dài chung 323 foot (98,5 m), mạn thuyền rộng 33 foot (10,1 m) và độ sâu của mớn nước là 12 foot 5 inch (3,8 m). Nó được dẫn động bởi hai turbine hơi nước Parsons truyền động ra hai trục chân vịt, sản sinh tổng công suất 34.000 mã lực càng (25.000 kW), cho phép nó đạt tốc độ tối đa 36 hải lý trên giờ (67 km/h; 41 mph). Hơi nước được cung cấp bởi ba nồi hơi ống nước Admiralty. Hurricane có thể mang theo tối đa 470 tấn Anh (480 t) dầu đốt, cho phép một tầm hoạt động tối đa 5.530 hải lý (10.240 km; 6.360 mi) ở tốc độ 15 hải lý trên giờ (28 km/h; 17 mph). Thành phần thủy thủ đoàn của nó bao gồm 152 sĩ quan và thủy thủ.
Con tàu được thiết kế để trang bị bốn khẩu pháo QF 4,7 inch (120 mm) Mk. XII L/45 trên các tháp pháo nòng đơn, đặt tên theo thứ tự ‘A’, ‘B’, ‘X’ và ‘Y’ từ trước ra sau; nhưng khẩu ‘Y’ bị tháo dỡ để lấy chỗ mang thêm mìn sâu. Cho mục đích phòng không, Hurricane có hai khẩu đội súng máy 0,5 in (13 mm) Mk.III bốn nòng. Nó còn có hai bệ ống phóng ngư lôi bốn nòng trên mặt nước dành cho ngư lôi 21 in (530 mm). Một đường ray thả mìn sâu và hai máy phóng thoạt tiên được trang bị, nhưng tăng lên ba đường ray và tám máy phóng trong khi hoàn thiện. Lượng mìn sâu mang theo cũng tăng lên tương ứng từ 20 lên 110 quả. Hurricane được trang bị sonar ASDIC để phát hiện tàu ngầm dựa trên sự phản hồi sóng âm dưới nước khi hoàn tất.
Japarua được Brasil đặt hàng cho hãng Vickers-Armstrongs ở Barrow-in-Furness vào ngày 6 tháng 12 năm 1937. Con tàu được đặt lườn vào ngày 3 tháng 6 năm 1938, nhưng bị Anh Quốc mua lại vào ngày 5 tháng 9 năm 1939 sau khi Chiến tranh Thế giới thứ hai nổ ra, và đổi tên thành HMS Hurricane. Nó được hạ thủy vào ngày 29 tháng 9 năm 1939 và được cho nhập biên chế cùng Hải quân Hoàng gia Anh vào ngày 21 tháng 6 năm 1940.

### Các cải biến trong chiến tranh
Bệ ống phóng ngư lôi phía sau của Hurricane được thay bằng một khẩu QF 12 pounder 3 inch (76,2 mm) phòng không trong một đợt sửa chữa vào tháng 10 năm 1940. Dàn vũ khi phòng không tầm ngắn được tăng cường với hai khẩu pháo tự động Oerlikon 20 mm được trang bị hai bên cánh của cầu tàu, và các khẩu súng máy Vickers bốn nòng cũng được thay bằng một cặp Oerlikon 20 mm. Tháp điều khiển hỏa lực và máy đo tầm xa bố trí bên trên cầu tàu có thể đã được tháo dỡ thay bằng radar Kiểu 271 định vị mục tiêu. Một dàn radar Kiểu 286 dò tìm mặt đất tầm ngắn cũng có thể đã được bổ sung vào giữa chiến tranh. Con tàu cũng có máy định vị vô tuyến HF/DF trang bị trên cột ăn-ten trước.

## Lịch sử hoạt động
Hurricane được phân về Chi hạm đội Khu trục 9 trực thuộc Hạm đội Nhà, và bắt đầu nhiệm vụ hộ tống vận tải và tuần tra chống tàu ngầm cho đến tháng 5 năm 1941. Vào ngày 17 tháng 9, nó cứu vớt những người sống sót trên chiếc SS City of Benares, một tàu hành khách nhỏ đang đưa 90 trẻ em tị nạn từ Anh sang Canada, và chiếc tàu chở hàng SS Marina. Nó cũng cứu vớt 451 người sống sót từ chiếc tàu biển chở hành khách SS City of Nagpur và đưa họ đến Greenock, Scotland vào ngày 1 tháng 5 năm 1941.
Hurricane bị hư hại rất nặng bởi một cuộc không kích của Không quân Đức xuống Liverpool trong đêm 7-8 tháng 5 năm 1941. Một quả bom đã xuyên qua lườn tàu và phát nổ bên dưới, làm thủng đáy tàu một lỗ lớn và làm ngập nước phòng động cơ và các thùng nhiên liệu. Cấu trúc con tàu bị hỏng nặng đến mức phần đuôi của nó bị gập xuống, và Hurricane được cho kéo đến bến tàu Bidston phòng ngừa nó đắm làm ngăn trở lưu thông trong cảng. Không ai thiệt mạng trong cuộc tấn công, cho dù có vài thủy thủ bị thương nhẹ.
Con tàu được sửa chữa và quay trở lại phuc vụ vào tháng 1 năm 1942 như là soái hạm của Đội hộ tống B-1 thuộc Lực lượng Hộ tống Giữa đại dương. Hurricane tiếp tục làm nhiệm vụ hộ tống trong hai năm tiếp theo. Đang khi hộ tống Đoàn tàu OS 62/KMS 36, con tàu trúng phải một quả ngư lôi dò âm T5 phóng từ tàu ngầm U-boat Đức U-415 vào chiều tối ngày 24 tháng 12 năm 1943. Quả ngư lôi được dẫn hướng bởi tiếng động của chân vịt con tàu và làm nổ tung một đoạn 30 foot (9,1 m) đuôi tàu; làm thiệt mạng ba thành viên thủy thủ đoàn cùng chín người khác bị thương, và khiến con tàu không di chuyển được. Nó bị tàu khu trục Watchman đánh đắm sáng hôm sau ở tọa độ 45°10′B 22°05′T / 45,167°B 22,083°T.